# Пам'ятний хрест про війну 1916—1918

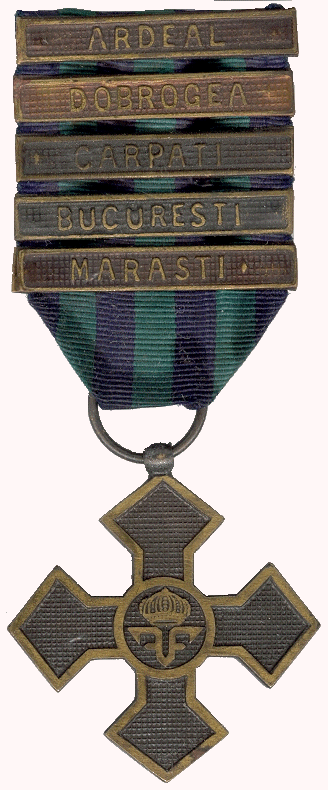
Пам'ятний хрест із п'ятьма застібками.

Пам'ятний хрест про війну 1916—1918 (рум. Medalia Crucea Comemorativă a războiului 1916-1918) — румунська нагорода для учасників Першої світової війни, заснована королівським указом ще до закінчення бойових дій, 8 липня 1918 року. У статус нагороди чотири рази вносилися зміни: в 1919, 1920, 1927 і, нарешті, в 1939 році.

## Право отримання
Щоб претендувати на отримання пам'ятного хреста, одержувач — як цивільна особа, так і військовослужбовець будь-якого звання - повинен був бути мобілізований на військову службу протягом будь-якої військової кампанії — між 1916 і 1918 роками. Пізніше ці терміни були продовжені до 1919 року, і таким чином включили в себе учасників з Угорсько-Румунської війни.
Пам'ятний хрест присуджувався на все життя, але він міг носій міг бути позбавлений даної нагороди, якщо втрачав румунське громадянство або піддався кримінальному покаранню. Хоча спочатку медаль повинна була носитися тільки самому нагородженим, в 1939 році румунський король Кароль II дозволив спадкування хреста старшим сином або старшим братом померлого одержувача — за умови, що останній стане офіцером діючої армії. Успадкована таким чином нагорода отримувала нову застібку з написом «Традиція» (рум. Tradiţie) і повинна була підтверджуватися королівським указом.

## Опис
Пам'ятний хрест являє собою темно-металевий хрест з діаметром в 40 мм. Кожен ромбічний «промінь» має 10 мм по зовнішній стороні і 7 мм — по внутрішній. У центрі хреста знаходиться коло діаметром 13 мм. Зовнішні кордони хреста і кола мають ширину в 1.3 мм. Всередині кола на лицьовій стороні зображений королівський герб короля Румунії Фердинанда I (два феска, увінчання зверху королівською короною), а на зворотному боці є напис «1916 | 1918» на ранніх моделях і «1916 | 1919» — на більш пізніх.
На 30-міліметровій стрічці чергуються 4 рівні смужки синього кольору і 3 рівні смужки зеленого кольору.

## Застібки
Для медалі було схвалено 17 типів різних застібок: 11 в первісному декреті від 1918 року, 3 в 1919 році, 1 в 1920, 1 в 1927 році і 1 в 1939. Ці застібки складаються з невеликих металевих смуг, в які входить назва відповідної кампанії або театру військових дій (за винятком останньої). Затискачі були прикріплені поперечно до підвісної штанги медалі.

## Носіння та ієрархія
Медаль демонструвалася в офіційних випадках і на церемоніях на лівих грудях піджака. В інших випадках було прийнято відображати тільки стрічковий стрижень, закріплений на лівій петлі. В ієрархії румунських військових і цивільних нагород і орденів з середини 1930-х років «Ювілейний хрест» займав дуже низька, 32-е, місце. Вищою нагородою був «The Country's Momentum», а нижчої — Медаль перемоги (Victory Medal).